# Puckett
Puckett és una població dels Estats Units a l'estat de Mississipi. Segons el cens del 2000 tenia 354 habitants.

## Demografia
Segons el cens del 2000, Puckett tenia 354 habitants, 136 habitatges, i 110 famílies. La densitat de població era de 67,7 habitants per km².
Dels 136 habitatges en un 39,7% hi vivien nens de menys de 18 anys, en un 66,2% hi vivien parelles casades, en un 11,8% dones solteres, i en un 19,1% no eren unitats familiars. En el 18,4% dels habitatges hi vivien persones soles l'11% de les quals corresponia a persones de 65 anys o més que vivien soles. El nombre mitjà de persones vivint en cada habitatge era de 2,6 i el nombre mitjà de persones que vivien en cada família era de 2,91.
Per edats la població es repartia de la següent manera: un 28,5% tenia menys de 18 anys, un 3,1% entre 18 i 24, un 28,5% entre 25 i 44, un 27,7% de 45 a 60 i un 12,1% 65 anys o més.
L'edat mediana era de 37 anys. Per cada 100 dones de 18 o més anys hi havia 83,3 homes.
La renda mediana per habitatge era de 36.625 $ i la renda mediana per família de 41.000 $. Els homes tenien una renda mediana de 30.179 $ mentre que les dones 21.458 $. La renda per capita de la població era de 13.909 $. Entorn de l'11,5% de les famílies i el 10,8% de la població estaven per davall del llindar de pobresa.

## Poblacions més properes
El següent diagrama mostra les poblacions més properes.